# 夏尔·库仑
夏尔·奥古斯丁·德·库仑（Charles-Augustin de Coulomb，1736年—1806年），法國物理学家、軍事工程師、土力学奠基人。

## 简介
库仑是法国著名军事工程学专家和物理学家，库仑最为知名的是他总结和研究了电荷之间的相互作用，从而得出了库仑定律，这个定律成为世界各国中学物理教学的一个基本定律，此外在摩擦力方面，库仑也有深刻的研究。为了纪念库仑，1908年，他的名字被用于命名国际单位制下电荷的单位。

## 生平經歷

### 青少年时代
1736年6月14日，庫侖在法国昂古莱姆出生。其父親韩瑞是法国皇室在蒙特利埃地区的巡视员；其母亲為凯瑟琳·贝尔特。库仑的父母是虔诚的基督徒，故库仑出生不久就在著名的安德烈教堂参加了洗礼仪式。
在库仑还是少年的时候，这一家人就离开了昂古莱姆，搬到了繁华的法国首都巴黎，库仑到了上学的年龄，他开始了在马自力学院的学习，在那里，库仑学习了哲学、语言和文学，那时候这些课程是一个绅士必须学习的重要内容，但是，由于当时的法国文明开化，在库仑所在的学校里，不仅仅开设了文科类的课程，同时也开设了数学、天文学、化学和植物学的课程，这些课程为后来库仑发现著名的库仑定律奠定了良好的基础。
库仑在巴黎的生活紧张但是丰富多彩，可是不久发生了一件意想不到的事情，那就是自己的父亲在投资方面发生了问题，结果欠下很多债务，不得不离开巴黎，前往蒙特利尔，库仑也一起前往，正是在这座新的城市，库仑发表了自己的第一篇论文，这篇论文发表在当地著名的科学杂志《蒙特利尔科学与生活》上。1760年，库仑回到巴黎参加了皇家工程学院的考试，获得了优异的成绩。

### 军队生涯
1761年，25岁的库仑从大学毕业了，他进入法国军队成为了一名中尉工程师，从这时候开始的20年时间里，库仑跟随法军到各处驻防，这期间，他参与设计各种类型的工事、掩体，为了建造这些设施，库仑学习了结构力学、土壤学等等物理、化学知识，并且这对上述学科进行了深入地研究，积累了丰富的经验。库仑的第一个驻防地是布雷斯特，1764年2月，库仑又被派到了位于加勒比的马提尼克岛驻防，不同的地域，不同的风土人情、气候特点、地质结构为库仑的研究提供了丰富的素材，在西印度群岛的驻防中，库仑的任务是建设一座城堡，由于环境复杂，设计复杂，工程建造持续了8年，1772年这项工程才算完工，由于过度劳累和对环境不适应，库仑生病了，这次生病使得库仑的身体状况每况愈下，法国军方不得不把库仑从西印度群岛调回法国驻防。
回到法国后，库仑被授予了上尉军衔，他移防到很多地方，后来库仑被派到了Bouchain，在这座城市驻防的时间里，他对应用力学进行了研究，1773年他向法国科学院提交了他的研究成果，这项成果极其重要，其对后人研究应用力学提供了不可多得的范本。
1779年，库仑再次移防，这次服役的地点是罗什福尔，这次的任务是与蒙特朗贝尔侯爵合作，建设一座完全由木头做成的堡垒。由于这项工程设计的力学知识较多，所以，库仑对力学的研究更加深入，在罗什福尔有一家造船厂，利用职务之便，库仑在造船厂里建立了力学实验室，在实验室里，库仑亲自动手做了大量的力学实验。

### 库仑定律
1773年由于在航海中需要对指南针进行深入研究，法国科学院悬赏对这个问题进行研究。在物理中，有一个非常著名的规律，那就是不同的电荷之间存在着同性相斥，异性相吸的相互作用，但是这种作用之间的规律到底是什么，那时候不很清楚，库仑对这个问题非常感兴趣，他利用自己的力学知识开了对这个问题进行研究。首先，库仑对前人的研究进行总结，库仑首先研究磁铁的吸引与排斥，他将磁铁分为两种磁核，然后根据万有引力定律猜测它们之间的作用力和磁核的大小以及距离平方成反比。
英国著名科学家卡文迪许曾经设计过一种扭称，利用扭称可以测量出万有引力的大小，库仑仿照卡文迪许的扭称制作了自己的扭称，他利用扭称测量力的大小，证明了磁核间相互作用的结论，这个结论被称作库仑磁定律，此外，库仑提出了如何消除指南针摩擦力的方法，他使用头发、蚕丝将指南针悬挂起来用于减少摩擦。由于库仑的重大贡献，他在1777年获得法国科学院奖金。 库仑提出的磁作用力使用了很长时间以后，由于奥斯特、法拉第发现了磁和电的关系，这个定律不再使用，但是这项发现为库仑电荷定律提供了巨大的研究平台。
库仑深入研究两个电荷之间的作用力，他根据万有引力定律、自己对磁相互作用的研究猜测电荷间力的作用也是电荷乘积除以距离的平方，然后利用库仑扭称进行验证，实验结果与理论预期结果完全符合，由于库仑定律非常重要，所以平方反比关系的验证直到今天还在继续。为了纪念库仑的重大功绩，在国际单位制中电荷的单位就是用他的名字命名。

### 后续生活
1781年，库仑再次回到巴黎，1787年，库仑和台农一起参观了位于石屋的法国皇家海军医院，在那里他们看到了被称作革命亭的建筑，这个建筑设计非常特别，这种设计深深打动了库仑，他把这个建筑推荐给法国政府。1789年，法国爆发了革命，在法国大革命中，库仑辞去了官职，前往布洛瓦这个小城镇去休养。
测量中必定涉及到物理单位，而物理单位的确定由于标准的不同而非常混乱，为了解决这个问题，法国革命政府特别邀请库仑回到巴黎对这个问题进行研究。在这次研究中，库仑成为了国家研究院首席科学家，由于他的巨大功绩，1802年，库仑被任命为教育部总督学，但是库仑的身体状况却越来越差，1806年库仑在巴黎去世了。库仑不仅仅在电学理论方面，而且在岩土工程领域成为了开拓者。1889年为了庆祝法国大革命100周年建立了埃菲尔铁塔，在铁塔上刻有72名为人类文明的发展做出巨大贡献的学者，库仑就是其中之一。

## 外部連結
- Théorie des machines simples （页面存档备份，存于） (1821)

本文翻译自英文维基百科，同时修改者咨询首都师范大学物理系物理学史专家刘树勇的部分意见
- Collection de mémoires relatifs à la physique （页面存档备份，存于） (1884)
- French National Library （页面存档备份，存于） The Mémoires of Coulomb available in pdf format.
- 約翰·J·奧康納; 埃德蒙·F·羅伯遜, ,  （英语）